# Американська академія мистецтв і наук
Американська академія мистецтв і наук (англ. American Academy of Arts and Sciences) — незалежний центр політичних досліджень, який проводить міждисциплінарні дослідження складних проблем. До членів академії обирають лідерів в академічних дисциплінах, мистецтві, бізнесі та громадських справах.

## Історія
Академія заснована Джеймсом Боудоїном, Джоном Адамсом та Джоном Генкоком у Бостоні під час американської революції. Мета Академії, відповідно до Статуту, «культивувати кожне мистецтво і науку, які можуть слугувати вищим інтересам, честі, гідності та щастю вільних, незалежних і доброчесних людей» (cultivate every art and science which may tend to advance the interest, honour, dignity, and happiness of a free, independent, and virtuous people). 1780 року до них приєдналися Роберт Трет Пейн і 58 керівників (лідерів) місцевих громад, а незабаром також інші видатні діячі: Бенджамін Франклін (чиє Американське філософське товариство дало лідерам Бостона стимул створити більш політично-орієнтовану спільноту), Джордж Вашингтон, Томас Джефферсон та Александер Гамілтон.
Штаб-квартира — Кембридж (Массачусетс). Академія є спонсором конференцій, організатором науково-дослідних проєктів, випускає щоквартальний журнал Daedalus. До 2009 року в Академії нараховувалося приблизно 200 лауреатів Нобелівської премії, 4000 наукових співробітників і приблизно 600 зарубіжних почесних членів. Протягом року члени запрошуються на регулярні переговори й зустрічі в Кембриджі та в усій країні. Входить до Американської ради наукових товариств.